# Odtwarzacz MP4

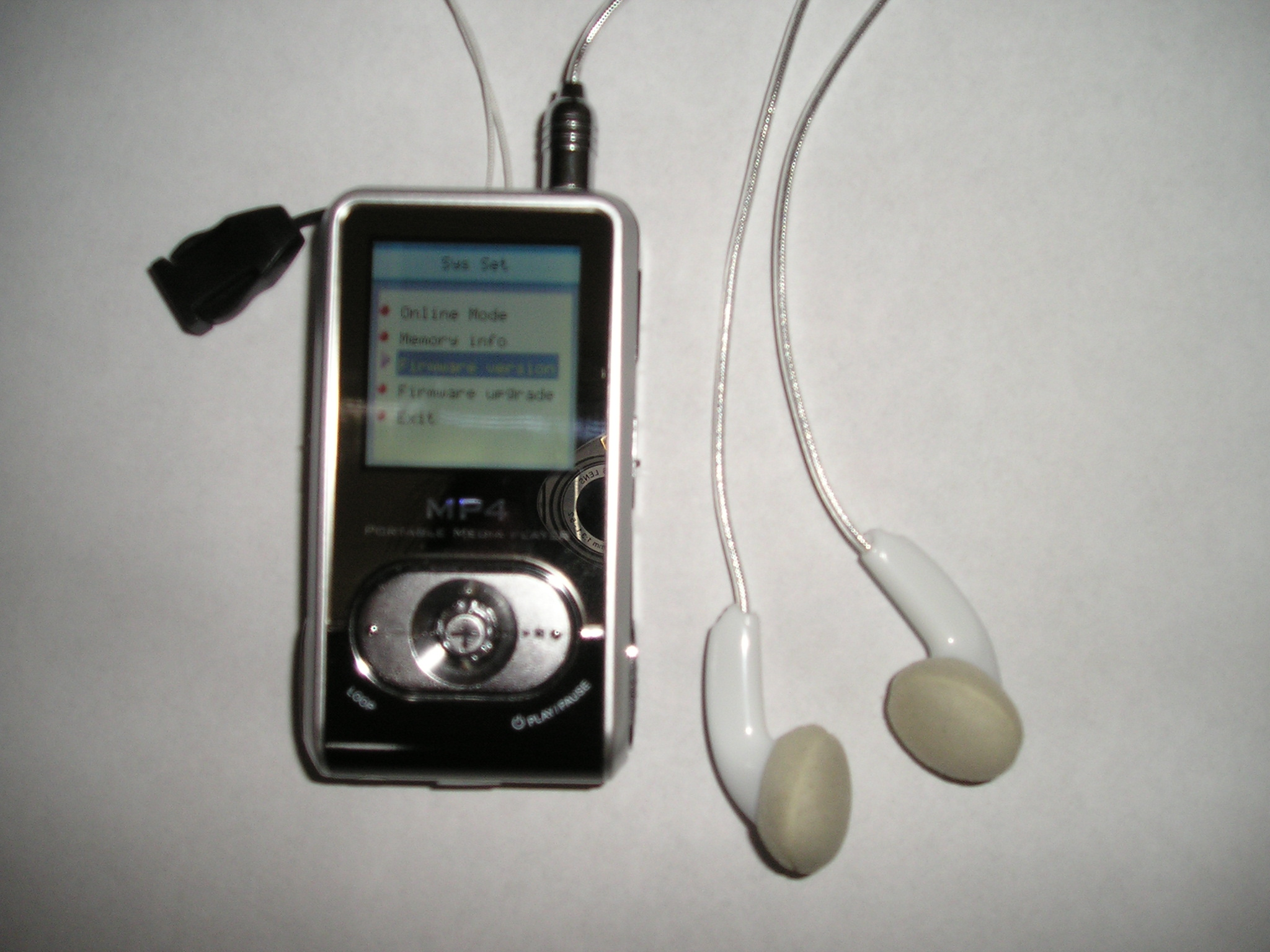
Odtwarzacz MP4 z ekranem o przekątnej 1,5 cala i wbudowanymi głośnikami stereo

Odtwarzacze MP4 – odtwarzacze mp3 z pamięcią flash oraz wyświetlaczem LCD, umożliwiające odtwarzanie muzyki, filmów, przeglądanie zdjęć i czytanie ebooków w formacie txt.
Pomimo iż nazywane odtwarzaczami mp4, nie wszystkie są w stanie odtwarzać pliki video formatu MP4, lecz są ograniczone do formatów MTV Video, DMV, MPV i AMV Video. Niektóre, jak na przykład odtwarzacze z procesorem rockchip rk2606 i wyżej odtwarzają pliki .avi (kodek xvid), oferują ponadto przyzwoitą jakość obrazu w palecie barw 262 tys. kolorów.

## Główne cechy
- Przeglądanie obrazków w formatach: JPG, BMP oraz innych w zależności od modelu (np. GIF)
- Plików wideo: AMV i innych w zależności od modelu (Np. MTV)
- Plików muzycznych: MP3, i innych w zależności od modelu (Np. WMV, WMA, WAV)
- Czytanie ebooków (format. TXT, kodowanie ASCII)
- Książka telefoniczna: format zapisu zależny od modelu
- Wbudowane radio (możliwość zapisu stacji radiowych, oraz nagrywania audycji)
- Dyktafon
- Gry: zależne od modelu (np. Tetris, Saper)
- Każdy folder może zawierać do 99 plików (w niektórych modelach więcej)
- Odtwarzacz może (w niektórych modelach musi) być ładowany przez port USB
- oprogramowanie na płycie CD-ROM dla systemów z rodziny Windows
- Długość życia baterii do ośmiu godzin (w zależności od poboru mocy ww. funkcji)
- Praca jako dysk wymienny
- Opcja pracy z wieloma partycjami, oraz szyfrowaniem danych
- Możliwość montowania pod każdym systemem operacyjnym obsługującym dyski wymienne USB
- Częste fałszywe dane na temat pamięci (w rejestrze jest zapisane np. 4GB, a odtwarzacz posiada np. 256MB)

## Wygląd
Niektóre są małe (ekran 1,2 cala) i bardzo lekkie. Inne posiadają ekran 1,5 do 3,0 cala, wbudowane głośniki stereo, oraz dwa wyjścia słuchawkowe. Większość z nich oferuje ekrany z paletą kolorów 65k OLED, choć jakość wyświetlania obrazu nie jest wystarczająco dobra.
Najnowsze odtwarzacze MP4 posiadają już 120GB pamięci, ekran TFT (wyświetla 16 mln kolorów),odtwarza pliki filmowe typu AVI bez konwersji, oraz posiadają szybki port USB highspeed.
Zazwyczaj dostarczane w komplecie ze słuchawkami, kablem USB, ładowarką, sterownikami na dysku CD-ROM, oraz w niektórych przypadkach z pokrowcem.
Większość odtwarzaczy MP4 ma podobny wygląd. Dość często przypominają one markowe produkty, najpopularniejsze są te przypominające wyglądem iPoda.

## Interfejs i aktualizacja firmware
Większość odtwarzaczy posiada ten sam system operacyjny (firmware), pozwalający na szybkie poruszanie się pomiędzy funkcjami menu przez 4 kierunkowy dżojstik, oraz klawisze play/stop i repeat. Niektóre modele mają rozszerzoną klawiaturę o przyciski dodatkowe, jak na przykład record.
Menu pozwala na szybki dostęp do muzyki, filmów, zdjęć, radia, gier, czy ustawień. System posiada wiele wersji językowych, często też polską, oraz dwa typy menu - dynamiczne (animacje i przejścia ekranu podczas poruszania się po nim) i statyczne (wszystkie funkcje prezentowane na jednym ekranie, co ułatwia wybór właściwej opcji)
Firmware i jego wymiana
Wymiana firmware (oprogramowania sprzętowego urządzenia) odbywa się poprzez podłączenie odtwarzacza do portu USB oraz uruchomienie programu pobranego ze strony producenta odtwarzacza („MP4 Player Tools”, „MP4 Player Upgrade”) i pliku firmware - zazwyczaj z rozszerzeniem *.rom, *.bin, *.fm (o ile producent sprzętu zamieści na swojej stronie internetowej firmware). Niektóre programy należy zainstalować na komputerze (przykładem jest Mp3 Player Tools) oraz dodatkowo trzeba pobrać drugi plik z firmware. Zdarza się, że producent zamieszcza plik *.exe, który nie jest instalowany na komputerze, ale zawiera już w sobie program ładujący firmware do odtwarzacza z plikiem firmware (przykładem może być producent odtwarzaczy Sony).
Jeżeli do aktualizacji firmware używamy laptopa, należy sprawdzić poziom energii w jego akumulatorze, a najlepiej podłączyć zewnętrzne zasilanie, żeby uniknąć przykrej niespodzianki w postaci zahibernowania /przełączenie w stan wstrzymania systemu w trakcie aktualizacji. Jeśli firmware nie zostanie do końca wgrany, odtwarzacz nie uruchomi się. Jeżeli zdarzy się taka sytuacja, odłączamy odtwarzacz od przewodu USB, wybudzamy komputer ze stanu uśpienia / hibernacji, po pełnym uruchomieniu systemu podłączamy odtwarzacz MP4 ponownie, jeśli pokaże się dysk wymienny w oknie „Mój komputer”, a odtwarzacz nie będzie na wyświetlaczu pokazywać żadnych informacji, można taki odtwarzacz uratować próbą ponownego wgrania nie do końca zaktualizowanego wcześniej firmware. 
Wymiana tego oprogramowania urządzenia ma na celu aktualizację jego fabrycznego oprogramowania i optymalizację działania. Jednak nie powinno robić się tego wtedy, gdy urządzenie działa poprawnie, gdyż nieprawidłowa wymiana firmware'u może pogorszyć jego pracę, lub całkowicie unieruchomić urządzenie. Przed wymianą należy upewnić się, że posiadasz wersję firmware zgodną z modelem Twojego odtwarzacza. W przeciwnym razie można trwale uszkodzić odtwarzacz i automatycznie utracić na niego gwarancję. Zdarza się jednak, że pobrany zgodnie z modelem firmware nie zechce się zaktualizować - pojawia się komunikat o błędzie aktualizacji. Wtedy należy zaprzestać dalszych prób, gdyż można unieruchomić odtwarzacz.
Jeżeli zdarzy się sytuacja (nigdy nie aktualizowaliśmy firmware), że nasz odtwarzacz nie chce się uruchomić, można podjąć próbę jego naprawy poprzez aktualizację firmware. Jednak nie zawsze to pomaga.
W niektórych przypadkach, należy przeczytać instrukcję obsługi, gdyż niektórzy producenci odtwarzaczy zastrzegają, że wymiana samodzielna firmware'u urządzenia nie w autoryzowanym serwisie, jest równoznaczna z utratą gwarancji.

## Narzędzia
Powstało wiele nieoficjalnych aplikacji, pozwalających na zmianę wyglądu menu, grafik startowych, czy rozszerzających funkcje systemu (np. o więcej gier). Istnieją też fanowskie systemy operacyjne. Niestety często ingerencja w firmware równa się utracie gwarancji na odtwarzacz.